# Oskarshamn
Oskarshamn es una ciudad y puerto de Suecia, situada en el homónimo municipio de Oskarshamn en la región histórica de Småland. La ciudad se fundó en 1856 durante el reinado de Óscar I de Suecia. La ciudad tiene una población de 17.258 (2010). Uno de los mayores empleadores en Oskarshamn es Scania. Oskarshamn tiene conexión regular por ferry con Gotland. La central nuclear de Oskarshamn se sitúa al norte de la ciudad. La central es una 
de las tres centrales nucleares de Suecia. El archipiélago de Oskarshamn se extiende desde las costas del municipio. El archipiélago consta de unas 5.500 islas e islotes.

## Cultura y museos
El Museo Marítimo de Oskarshamn es un museo marítimo dedicado a la presentación de la historia marítima de Oskarshamn. Döderhultarmuseet es un museo de tallas de madera de escultor Axel Petersson "Döderhultaren" (1868-1925).

## Deportes
Oskarshamn cuenta con un equipo de hockey sobre hielo, el club IK Oskarshamn, fundado en 1970, que se encuentra en la segunda división profesional (Hockeyallsvenskan).